# Сіу (мова)
Сіу (дакота) — мова народу сіу.

## Поширення
Поширена на півночі США (між Великими озерами і Скелястими горами - у штатах Північна і Південна Дакота, Небраска, Міннесота, Монтана) і в південній і центральній Канаді (в провінціях Манітоба та Саскачеван). 
Оцінки загальної чисельності носіїв сіу варіюють від 10 до 26 тис. людина (кінець XX ст. ). У деяких громадах сіу продовжує засвоюватися дітьми. 

## Класифікація
Сіу належить до сіуанських мов. Разом з мовами ассінібойн і стоні утворюють дакотську групу. Відповідно до найпоширенішої точки зору, є групою близькоспоріднених діалектів, основні з яких (зі сходу на захід): 
- санті-сіссетон (східна дакота),
- Янктон-янктонаї (західна дакота) (Ihą'kt'ųwą-Ihą'kt'ųwąna) [3] ,
- тетон (лакота, або лакхота; Lak'ota ).

Іноді діалекти сіу розглядаються як самостійні мови. Детальніше інших вивчена мова лакота.

## Фонетика
Для консонантизму сіу характерне потрійне протиставлення проривних: прості - придихові - абруптивні (на зразок p-ph-p').
Вокалізм включає 5 простих (i, e, a, o, u) і 3 носових (į, ą, ų) голосних. 

## Граматика
Як і інші сіуанські мови, сіу належить до полісинтетичного типу . Більша частина морфологічних категорій зосереджена в дієслівній словоформі. Найбільш відома риса сіу - активна конструкція, що вимагає вираження семантичних ролей ( агенс і пацієнс ) незалежно від перехідності дієслова. 
У сіу активність відбивається не в іменних відмінках, а в дієслівних префіксах. Так, значення «я» в ролі агенса передається займенниковим дієслівним префіксом wa -, а в ролі паціенс - префіксом ma -. Значення «ти» в ролі агенса передається префіксом ya -, в ролі паціенс - ni -. Наприклад, в активних перехідних дієсловах: wa-hí «я прийшов», ya-hí «ти прийшов», але в інактивних неперехідних дієсловах: ma-hąske «я високий», ni-hąske «ти високий». Ті ж префікси використовуються в перехідних дієсловах: ma-ya-'kte «мене-ти-вбиваєш».

## Писемність
Сіу має тривалу традицію вивчення і є писемною близько 150 років. Писемність на латинській графічній основі. Спочатку вона була введена місіонерами з метою перекладу Біблії, пізніше писемністю сіу стали користуватися дослідники, викладачі та носії мови. Існує принаймні 11 різних орфографії. 